# Juína Airport
Juína Airport är en flygplats i Brasilien.   Den ligger i kommunen Juína och delstaten Mato Grosso, i den centrala delen av landet, 1 300 km väster om huvudstaden Brasília. Juína Airport ligger 320 meter över havet.
Terrängen runt Juína Airport är platt. Trakten runt Juína Airport är nära nog obefolkad, med mindre än två invånare per kvadratkilometer..
Omgivningarna runt Juína Airport är huvudsakligen savann.